# C86
C86 é uma compilação em fita cassete lançada pela revista britânica de música NME em 1986, apresentando novas bandas britânicas licenciadas de gravadoras independentes da época. Como um termo, C86 rapidamente evoluiu para um gênero musical baseado em guitarra, caracterizado por guitarras estridentes e estruturas de música pop melódica, embora outros estilos musicais fossem representados na fita. Em seu tempo, tornou-se um termo pejorativo para suas associações com o chamado "shambling" (uma descrição cunhada por John Peel que celebra a abordagem propositalmente primitiva de algumas músicas) e fracasso. A cena C86 é atualmente reconhecida como um momento importante para a música independente no Reino Unido. Tal importância fica nítida no relançamento de um CD comemorativo de 2006 da compilação: CD86: 48 Tracks from the Birth of Indie Pop (48 músicas do nascimento do Indie pop). Em 2014, a compilação original foi relançada em uma edição expandida de 3 CDs pela Cherry Red Records; o box-set de 2014 veio com um livro de um dos curadores originais da fita, o ex-jornalista Neil Taylor da NME.
O nome C86 foi uma brincadeira com a rotulagem e o comprimento do cassete compacto em branco, comumente C60, C90 e C120, combinados com 1986.

## A cassete C86
A fita foi uma continuação tardia de C81, uma coleção mais eclética de novas bandas, lançada pela NME em 1981 em conjunto com a Rough Trade. A C86 também foi projetado para refletir a nova cena musical da época. Foi compilado pelos escritores Roy Carr, Neil Taylor e Adrian Thrills da NME que licenciaram faixas de gravadoras como Creation, Subway, Probe Plus, Dreamworld Records de Dan Treacy, Head Records de Jeff Barrett, Pink e Ron Johnson. Os leitores tiveram que pagar pela fita via correio, embora um LP tenha sido lançado posteriormente na Rough Trade em 24 de novembro de 1986. A imprensa musical do Reino Unido foi neste período altamente competitiva, com quatro jornais semanais documentando novas bandas e tendências. Havia uma tendência de criar e "descobrir" novos subgêneros musicais artificialmente para aumentar o interesse do leitor. Os jornalistas da NME do período concordaram posteriormente que o C86 era um exemplo disso, mas também um subproduto da "guerra do hip hop" da NME - quando ocorreu uma batalha de opiniões internas no jornal (e entre os leitores) entre os entusiastas da música negra progressiva contemporânea (Public Enemy e Mantronix) e fãs de música baseada em guitarra, conforme representado em C86.
A NME promoveu a fita em conjunto com o Instituto de Artes Contemporâneas de Londres, que realizou uma semana de shows em julho de 1986, que contou com a maioria das bandas da compilação. A fita incluía faixas de algumas bandas mais abrasivas atípicas da estética Jangle pop percebida do C86: Stump, Bogshed, The Passmore Sisters, A Witness, The Mackenzies, Big Flame e The Shrubs.
C86 foi a vigésima terceira fita NME, embora seu número de catálogo fosse NME022 (C81 foi apelidado de COPY001). O resto das fitas eram compilações promovendo catálogos de gravadoras e dedicadas ao R&B, northern soul, jazz ou reggae. C86 foi seguido com uma compilação de Billie Holiday, Holiday Romance.

## Legado
O ex-funcionário da NME, Andrew Collins, resumiu o C86 chamando-o de "a coisa mais indie que já existiu". Bob Stanley, um jornalista da Melody Maker no final dos anos 1980 e membro fundador da banda pop Saint Etienne também disse em uma entrevista de 2006 que C86 representava:
[o] início da música indie… É difícil lembrar como a música de guitarra underground e os fanzines eram em meados dos anos 80; A ética DIY e quaisquer atitudes punk residuais estavam em bolsões isolados em todo o país e o C86 comp e shows os reuniram em uma explosão de novos grupos.
Martin Whitehead, que dirigiu o selo independente Subway no final dos anos 1980, acrescentou uma nova dimensão política à importância do C86. "Antes do C86, as mulheres só podiam ser atraentes em uma banda; acho que o C86 mudou isso - haviam mulheres promovendo shows, escrevendo fanzines e administrando gravadoras." Alguns são mais ambivalentes sobre a influência da fita. Everett True, um escritor da NME em 1986 sob o nome de "The Legend!", chamou-o de "não representativo de seus tempos... e até mesmo não representativo dos pequenos estratos estreitos da música que pensava estar representando". Alastair Fitchett, editor do site de música Tangents (e fã de muitas das bandas da fita), adota uma linha polêmica: "(A NME) lançou as bases para as terras devastadas desoladas do que conhecemos por esse termo vil 'Indie'. Que mais razão você precisa para odiá-lo?". The Guardian publicou um artigo em 2014 desmascarando alguns dos mitos negativos sobre o cassete.

## Desdobramentos
Em 1996, a NME continuou a tradição de compilar álbuns de novas bandas (desta vez um CD) lançando o C96. Os lançamentos tiveram pouco impacto, com Mogwai e Broadcast sendo os únicos artistas na compilação que posteriormente tiveram sucesso no mainstream. Três outras bandas da compilação - Babybird, The Delgados e Urusei Yatsura - tiveram um breve sucesso no Reino Unido após o lançamento da compilação. O significado do C86 foi reconhecido por vários eventos que marcaram o 20º aniversário do lançamento da compilação em 2006:
- A Sanctuary Records lançou o CD86, um conjunto de CD duplo compilado por Bob Stanley.[14]
- O ICA de Londres sediou o "C86 - Still Doing It For Fun", uma exposição e duas noites de shows celebrando a ascensão da música independente britânica.[15]

A reedição expandida de 2014 do Cherry Red foi marcada por um show intitulado NME C86 em 14 de junho de 2014 no Venue 229, London W1; as bandas da compilação original que se apresentaram incluíam The Wedding Present, David Westlake de The Servants, The Wolfhounds e A Witness.
O aniversário de 30 anos do C86 foi comemorado com o relançamento da compilação original em uma edição de LP duplo de luxo com capa dupla para o Record Store Day 2016. A Cherry Red Records lançou uma compilação de sequência imaginada intitulada C87 em 2016, seguida por C88, C89 e C90.

## Lista de músicas
| Lado A |                                      |                        |         |  |
| N.º    | Título                               | Artista                | Duração |  |
| 1.     | "Velocity Girl"                      | Primal Scream          | 1:21    |  |
| 2.     | "Happy Head"                         | The Mighty Lemon Drops | 2:43    |  |
| 3.     | "Pleasantly Surprised"               | The Soup Dragons       | 2:05    |  |
| 4.     | "Feeling So Strange Again"           | The Wolfhounds         | 1:42    |  |
| 5.     | "Therese"                            | The Bodines            | 3:03    |  |
| 6.     | "Law"                                | Mighty Mighty          | 3:39    |  |
| 7.     | "Buffalo"                            | Stump                  | 4:27    |  |
| 8.     | "Run to the Temple"                  | Bogshed                | 3:30    |  |
| 9.     | "Sharpened Sticks"                   | A Witness              | 2:30    |  |
| 10.    | "Breaking Lines"                     | The Pastels            | 2:58    |  |
| 11.    | "From Now On, This Will Be Your God" | Age of Chance          | 3:17    |  |

| Lado B |                                                              |                                            |         |  |
| N.º    | Título                                                       | Artista                                    | Duração |  |
| 12.    | "It's Up to You"                                             | Shop Assistants                            | 2:36    |  |
| 13.    | "Firestation Towers"                                         | Close Lobsters                             | 1:46    |  |
| 14.    | "Sport Most Royal"                                           | Miaow                                      | 2:55    |  |
| 15.    | "I Hate Nerys Hughes (From the Heart)"                       | Half Man Half Biscuit                      | 3:43    |  |
| 16.    | "Transparent"                                                | The Servants                               | 2:33    |  |
| 17.    | "Big Jim (There's No Pubs in Heaven)"                        | The Mackenzies                             | 2:36    |  |
| 18.    | "New Way (Quick Wash and Brush Up with Liberation Theology)" | Big Flame                                  | 1:38    |  |
| 19.    | "Console Me"                                                 | We've Got a Fuzzbox and We're Gonna Use It | 1:25    |  |
| 20.    | "Celestial City"                                             | McCarthy                                   | 3:00    |  |
| 21.    | "Bullfighter's Bones"                                        | The Shrubs                                 | 3:45    |  |
| 22.    | "This Boy Can Wait"                                          | The Wedding Present                        | 3:59    |  |